# Chiesa della Beata Vergine Assunta e San Giuseppe
La chiesa della Beata Vergine Assunta e San Giuseppe è la parrocchiale di Staffa, frazione-capoluogo del comune sparso di Macugnaga, in provincia del Verbano-Cusio-Ossola e diocesi di Novara; fa parte dell'unità pastorale di Villadossola.

## Storia
Nel 1639 il borgo di Villa fu devastato da un incendio, che danneggiò anche l'antica chiesa parrocchiale di Santa Maria Assunta; l'anno seguente, un'alluvione colpì ciò che restava dell'abitato, allagando e provocando altri danni al tempio medievale. Il vicino villaggio di Staffa, fino ad allora subalterno a Villa, acquisì conseguentemente il ruolo di fulcro della comunità, tanto che nel 1691 il vescovo di Novara Giovanni Battista Visconti Aicardi vi stabilì la costruzione di una nuova parrocchiale; leggenda vuole che l'esatta posizione su cui erigere il tempio sia stata scelta nel 1696 dal frate Lorenzo Battaglia del santuario della Madonna della Guardia di Ornavasso, il quale l'avrebbe individuata con gli occhi bendati nel corso di una solenne processione.
Il cantiere di edificazione della chiesa fu avviato nel 1709 e gli interventi si protrassero per anni; il 27 luglio 1717 si svolse la cerimonia di benedizione e intitolazione del luogo di culto, che tuttavia risultava ancora incompiuto, mentre le decorazioni degli interni furono eseguite tra il 1720 e il 1750 e infine nel 1751 fu aggiunto l'organo. Soltanto nel 1757 il tempio fu solennemente consacrato.
Nel 1759 un'abbondante nevicata provocò il crollo del tetto, che fu conseguentemente rifatto completamente. Altri lavori furono svolti tra il 1761 e il 1782, con l'aggiunta di vari arredi, la realizzazione del sagrato e la tinteggiatura della facciata.
Nel 1850 furono avviati nuovi interventi, che consentirono il completamento delle decorazioni interne; nel corso delle opere, furono anche murate alcune finestre. Settant'anni dopo si rese necessario ripitturare l'intero edificio.
A partire dal 1935, in adiacenza al lato sinistro della chiesa, fu eretta la torre campanaria, inaugurata al termine dei lavori il 15 agosto 1937, in occasione della solennità dell'Assunzione di Maria.

## Descrizione

### Esterno
La semplice facciata a capanna della chiesa, rivolta a levante e scandita da due lesene angolari, presenta centralmente il portale maggiore, affiancato dagli ingressi secondari, e sopra una trifora.
Accanto alla parrocchiale sorge la torre campanaria in pietra a base quadrata; la cella presenta su ogni lato una grande monofora ed è coronata dalla guglia.

### Interno
L'interno dell'edificio si compone di un'unica navata, sulla quale si affacciano le cappelle laterali e le cui pareti sono scandite da lesene con capitelli compositi sorreggenti la cornice modanata e aggettante sopra la quale si impostano le volte; al termine dell'aula si sviluppa il presbiterio, rialzaro di alcuni gradini, delimitato da balaustre e chiuso dall'abside di forma quadrata.
Qui sono conservate diverse opere di pregio, tra le quali le due pale settecentesche raffiguranti rispettivamente i Re Magi e la Natività, realizzate da Giuseppe Jachini.